# Слабинська волость
Слабинська волость — історична адміністративно-територіальна одиниця Чернігівського повіту Чернігівської губернії з центром у селі Слабин.
Станом на 1885 рік складалася з 7 поселень, 7 сільських громад. Населення — 6459 осіб (3285 чоловічої статі та 3174 — жіночої), 1024 дворових господарства.
|                     | Площа, десятин | У тому числі орної, дес. |
| ------------------- | -------------- | ------------------------ |
| Сільських громад    | 7757           | 5409                     |
| Приватної власності | 13634          | 7827                     |
| Іншої власності     | 177            | 92                       |
| Загалом             | 21568          | 13328                    |

Основні поселення волості:
- Слабин — колишнє державне й власницьке село при річці Десна за 24 версти від повітового міста, 1458 осіб, 244 двори, православна церква, школа, 2 постоялих будинки, 15 вітряних млинів, 3 маслобійних, винокурний і цегельний заводи.
- Андріївка — колишнє державне й власницьке при протоці Балина, 2038 осіб, 362 двори, православна церква, школа, 2 постоялих будинки, 21 вітряний млин, 2 маслобійних і цегельний заводи.
- Жеведь — колишнє власницьке село, 722 особи, 124 двори, 8 вітряних млинів, крупорушка.
- Козероги — колишнє державне й власницьке село при річці Десна, 832 особи, 107 дворів, постоялий будинок, 7 вітряних млинів.
- Шестовиця — колишнє державне й власницьке село при річці Верепут, 965 осіб, 150 дворів, православна церква, постоялий будинок, 14 вітряних млинів, маслобійний і винокурний заводи.

1899 року у волості налічувалось 8 сільських громад, населення зросло до 8894 особи (4510 чоловічої статі та 4384 — жіночої).